# یغمور قلی‌زاده
یغمور قلی‌زاده (زادهٔ ۲۵ شهریور ۱۳۳۸ در کلاله) سیاستمدار اصلاح طلب و نمایندهٔ حوزهٔ انتخابیهٔ مینودشت، کلاله، گالیکش و مراوه‌تپه در دورهٔ سوم مجلس شورای اسلامی بوده‌است.